# Newfane (Village)
Newfane ist ein Village in der Town Newfane im Windham County des Bundesstaates Vermont in den Vereinigten Staaten mit 87 Einwohnern (laut Volkszählung von 2020). Newfane ist der Verwaltungssitz des Countys (County Seat) und im Village befinden sich viele der Verwaltungsgebäude des Countys.

## Geschichte
Erstmals im Jahr 1753 wurde das Gebiet durch den Gouverneur Benning Wentworth zur Besiedlung freigegeben. Jedoch verhinderte der Ausbruch des Siebenjährigen Krieges in Nordamerika eine Besiedlung. Deshalb wurde es erneut vergeben und im Jahre 1766 kamen Familien aus Worcester County in Massachusetts und ließen sich in Newfane nieder.
Ursprünglich war die Hauptsiedlung Newfane Hill, jedoch war es für die Bewohner der Town im Winter zu schwierig die Verwaltungsgebäude zu erreichen, deshalb wurde eine kleine Ansiedlung am Fuß des Hügels zur neuen Hauptsiedlung. Zunächst bekannt als Parks Flat auch Parkville, benannt nach Jonathan Park, einem frühen Siedler der Town, der Land spendete, damit die Verwaltungsgebäude dort errichtet werden konnten, wurde die Ansiedlung im Jahr 1825 in Fayetteville nach Marquis de Lafayette umbenannt. Im Jahr 1882 schließlich in Newfane.
Das Village Newfane wurde 1907 mit eigenständigen Rechten versehen.

### Einwohnerentwicklung
| Jahr      | 1900 | 1910 | 1920 | 1930 | 1940 | 1950 | 1960 | 1970 | 1980 | 1990 |
| --------- | ---- | ---- | ---- | ---- | ---- | ---- | ---- | ---- | ---- | ---- |
| Einwohner |      | 136  | 122  | 160  | 160  | 156  | 146  | 183  | 119  | 164  |
| Jahr      | 2000 | 2010 | 2020 | 2030 | 2040 | 2050 | 2060 | 2070 | 2080 | 2090 |
| Einwohner | 116  | 118  | 87   |      |      |      |      |      |      |      |

Volkszählungsergebnis Newfane, Vermont

## Wirtschaft und Infrastruktur

### Verkehr
Die Vermont State Route 30 führt in nordsüdlicher Richtung durch Newfane. Sie folgt dem Verlauf des West Rivers.